# (6409) 1992 VC
(6409) 1992 VC (1992 VC, 1970 GK2) — астероїд головного поясу.
Тіссеранів параметр щодо Юпітера — 3,355.